# The King’s School, Canterbury

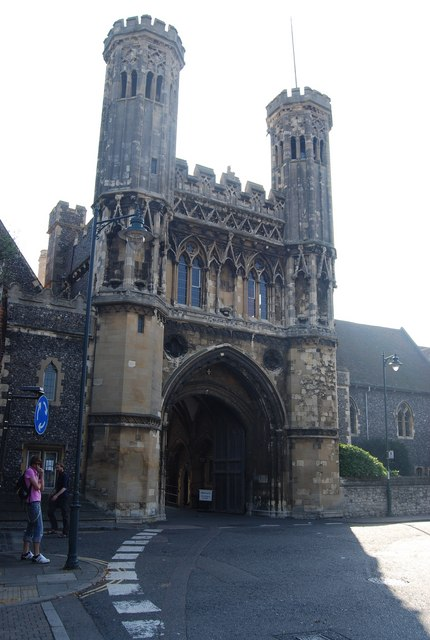
Eingang

The King’s School ist eine gemischte, unabhängige Internats- und Ganztagsschule für Dreizehn- bis Achtzehnjährige in Canterbury, Kent, England. Sie ist Mitglied der Headmasters’ and Headmistresses’ Conference und der Eton Group. Sie ist die älteste Public School Großbritanniens und wohl auch die älteste kontinuierliche Schule der Welt, da der Unterricht auf dem Gelände der Abtei und der Kathedrale seit 597 n. Chr. ununterbrochen stattfindet.

## Geschichte
Die Schule entstand als mittelalterliche Domschule, die angeblich in der Spätantike im Jahr 597 n. Chr., ein Jahrhundert nach dem Untergang des Römischen Reiches, von Augustinus von Canterbury, der als „Apostel der Engländer“ und Gründer der englischen Kirche gilt, gegründet wurde und damit wohl die älteste erhaltene Schule der Welt ist. Dies beruht auf der Tatsache, dass der Hl. Augustinus auf dem Gelände der heutigen Schule eine Abtei gründete, von der bekannt ist, dass dort Unterricht stattfand.
Nach der Auflösung des Klosters wurde die Schule 1541 durch eine Royal Charter neu gegründet. Ein Schulleiter, ein Untermeister und fünfzig Schüler wurden ernannt und der Name „King’s School“  wurde zum ersten Mal verwendet, was sich auf König Heinrich VIII. bezog. Kardinal Pole verlegte die Schule in den Mint Yard und erwarb das Almonry-Gebäude, das über 300 Jahre lang genutzt wurde.
Während der nächsten 100 Jahren erlangten eine Reihe ehemaliger Schüler nationale Anerkennung und verhalfen der Schule zu ihrem Ruf; dazu gehören der erste Schulleiter John Twyne sowie Christopher Marlowe, William Harvey und John Tradescant der Jüngere. Unter der Leitung von John Mitchinson wurden die Gebäude saniert und die akademischen Standards angehoben, und um diese Zeit herum wurde die Schule zu einer „Public School“ mit nationalem Ansehen.
Als der Canon John „Fred“ Shirley 1935 Schulleiter wurde, litt die Schule unter den Auswirkungen der Depression. Er sorgte dafür, dass die Schule innerhalb von etwa 30 Jahren auf etwa 600 Schüler erweitert wurde. Er errichtete auf dem Gelände weitere Gebäude und half der Schule die Evakuierung während des Krieges zu überstehen. 1946 erhielt die Schule eine neue königliche Charta von König George VI. und Queen Elizabeth. Während dieser Zeit wuchs der Ruf der Schule, unterstützt durch ihre akademischen und sportlichen Erfolge.
Die Schule war fast 1.400 Jahre lang nur für Buben, bis in den frühen 1970er Jahren zum ersten Mal Mädchen zur Oberstufe zugelassen wurden, und seit 1990 ist die Schule vollständig koedukativ. Die Schule ist auch die älteste charitative Einrichtung in  Großbritannien.

## Bewertung
2011 wurde die Schule von Ofsted mit „Gut“ bewertet. 2017 unterzog sich die Schule ihrer letzten regulären, unabhängigen Überprüfung. Das Inspektionsteam lobte die „hervorragenden akademischen Ergebnisse“ und die Integrität, das Selbstvertrauen und die „Großzügigkeit des Geistes“ der Schüler. Laut dem Good Schools Guide ist die Schule „sehr erfolgreich und erzielt hervorragende Ergebnisse“. Der Guide stellte auch fest, dass „man kreativ, akademisch fähig und fleißig sein muss, da sich hier alles schnell bewegt“.

## Akademische Erfolge
Im Jahr 2019 erzielten 54 % der Schüler ein A*-A für ihre A-Level-Prüfung, während 70 % ein A*-A für ihre GCSEs erzielten.

## Häuser
An der King’s School gibt es 16 Häuser, 13 Internats- und 3 Ganztageshäuser. Die meisten sind nach früheren Schulleitern oder interessanten Personen aus der Schulgeschichte benannt, mit Ausnahme von School House, The Grange und Carlyon. Die Häuser der Schule sind:
- School House: gegründet 1860 (Bubeninternat)
- The Grange: gegründet 1928, 2007 in ein neues Gebäude umgezogen (Bubeninternat)
- Walpole: gegründet 1935, (Mädcheninternat). Benannt nach dem Romanautor Sir Hugh Walpole (King’s School 1896–1898)
- Meister Omers: gegründet 1936, (Bubeninternat).
- Marlowe: gegründet 1936, (Ganztag gemischt). Benannt nach dem Dichter und Dramatiker Christopher Marlowe (King’s School 1579–1581)
- Luxmoore: gegründet 1945, (Mädcheninternat). Benannt nach Sir Arthur Fairfax Coryndon Luxmoore (King’s School 1889–1893), Lord Justice of Appeal
- Galpin’s: gegründet 1952, (Bubeninternat). Benannt nach Reverend Arthur Galpin, Schulleiter von 1897 bis 1910.
- Linacre: gegründet 1953, (Bubeninternat). Benannt nach Thomas Linacre, Gründer des Royal College of Physicians
- Broughton: gegründet 1976, (Mädcheninternat). Benannt nach Bischof William Broughton (King’s School 1797–1804), erster Bischof Australiens
- Tradescant: gegründet 1976, (Bubeninternat). Benannt nach  John Tradescant (King’s School 1619–1623), dem bedeutenden Gärtner und Sammler.
- Mitchinson’s: gegründet 1982, (Ganztag gemischt). Benannt nach John Mitchinson, Schulleiter 1859–1873 und Mitbegründer der Headmasters’ Conference.
- Jervis: gegründet 1992, (Mädcheninternat). Benannt nach Douglas Jervis OKS
- Harvey: gegründet 1996, (Mädcheninternat). Benannt nach William Harvey der als erster den systemischen Kreislauf des Blutes feststellte (King’s School 1588–1592)
- Bailey: erstmals 1990 gegründet, (Mädcheninternat der Oberstufe). Benannt nach Henry Bailey, zweiter Direktor des St. Augustine’s College zwischen 1850 und 1875 und Ehrendomherr der Kathedrale
- Carlyon: gegründet 2005, (Ganztag gemischt). Benannt nach der Evakuierung der Schule nach Carlyon Bay in Cornwall während des Zweiten Weltkriegs.
- Lady Kingsdown House: gegründet 2015, (Mädcheninternat). Benannt nach Lady Kingsdown,  Emeritierte Gouverneurin

## Einrichtungen

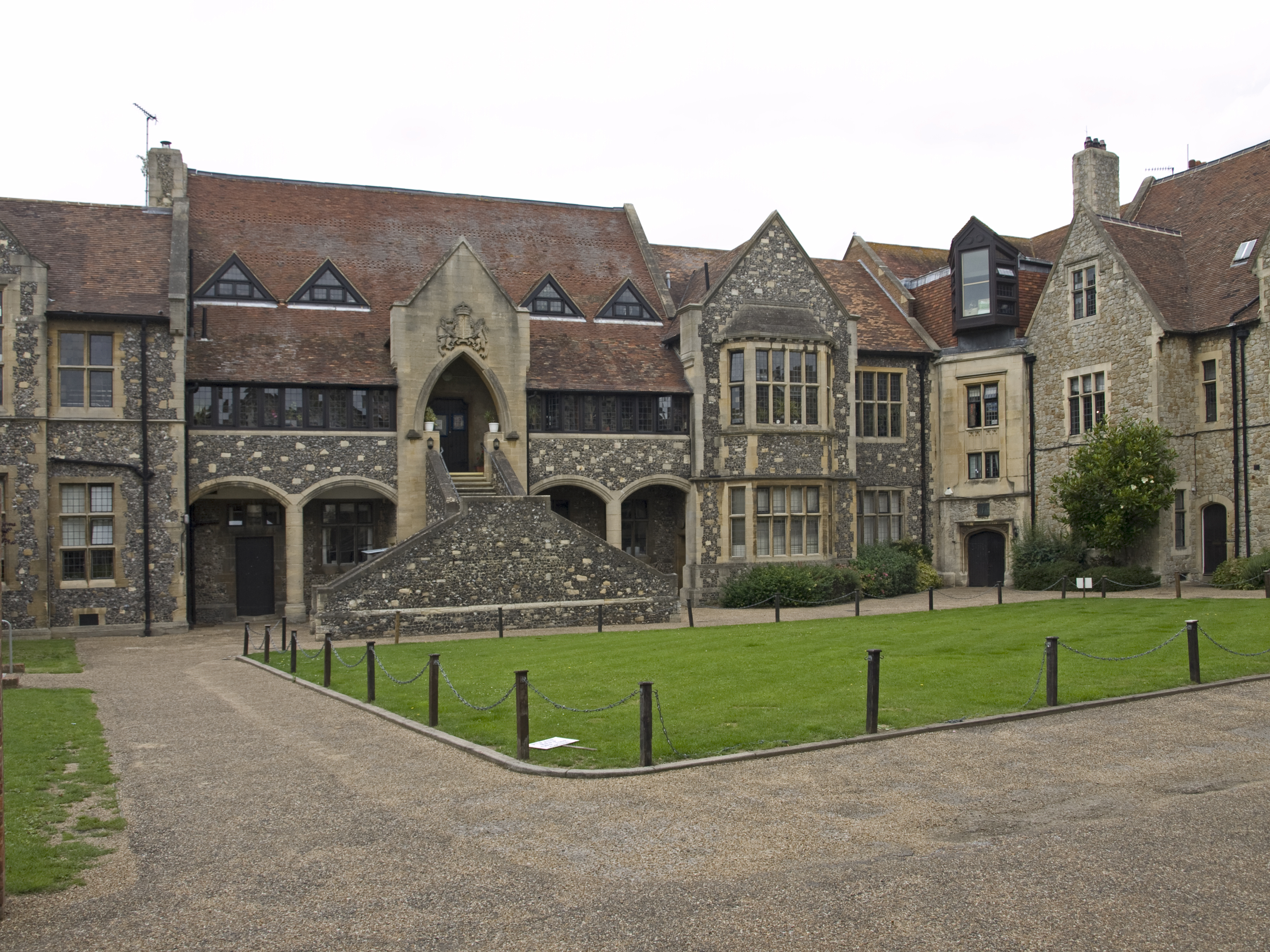
Das Innere des Mint Yard, mit dem Parry Block in der Mitte, erbaut 1881

- The Beerling Hall: Musik- und Theater, Teil des Blackfriars-Klosters aus dem 13. Jahrhundert, gestiftet von Donald Beerling und dem Cantiacorum Trust
- Birleys Playing Fields: Die Schulsportplätze befinden sich in der Nähe des Hauptgeländes. Ein neuer Pavillon wurde am 17. September 2005 von David Gower eröffnet.
- Blackfriars: Die Cleary Foundation stiftete das Refektorium des Blackfriars-Klosters aus dem 13. Jahrhundert neben dem Marlowe Theatre als Kunstschule und Galerie.
- DT Centre: Design & Konstruktion
- Edred Wright Music School: Musik
- Field Classrooms: Englisch und Mathematik
- Grange Classrooms: Mathematik, Religionswissenschaften
- Harvey Science Block oder Parry Hall: Biologie, Chemie
- J Block: Geographie
- Lardergate: Geschichte und OKS Stiftung
- Lattergate: Religionsunterricht und Büro des Schulleiters

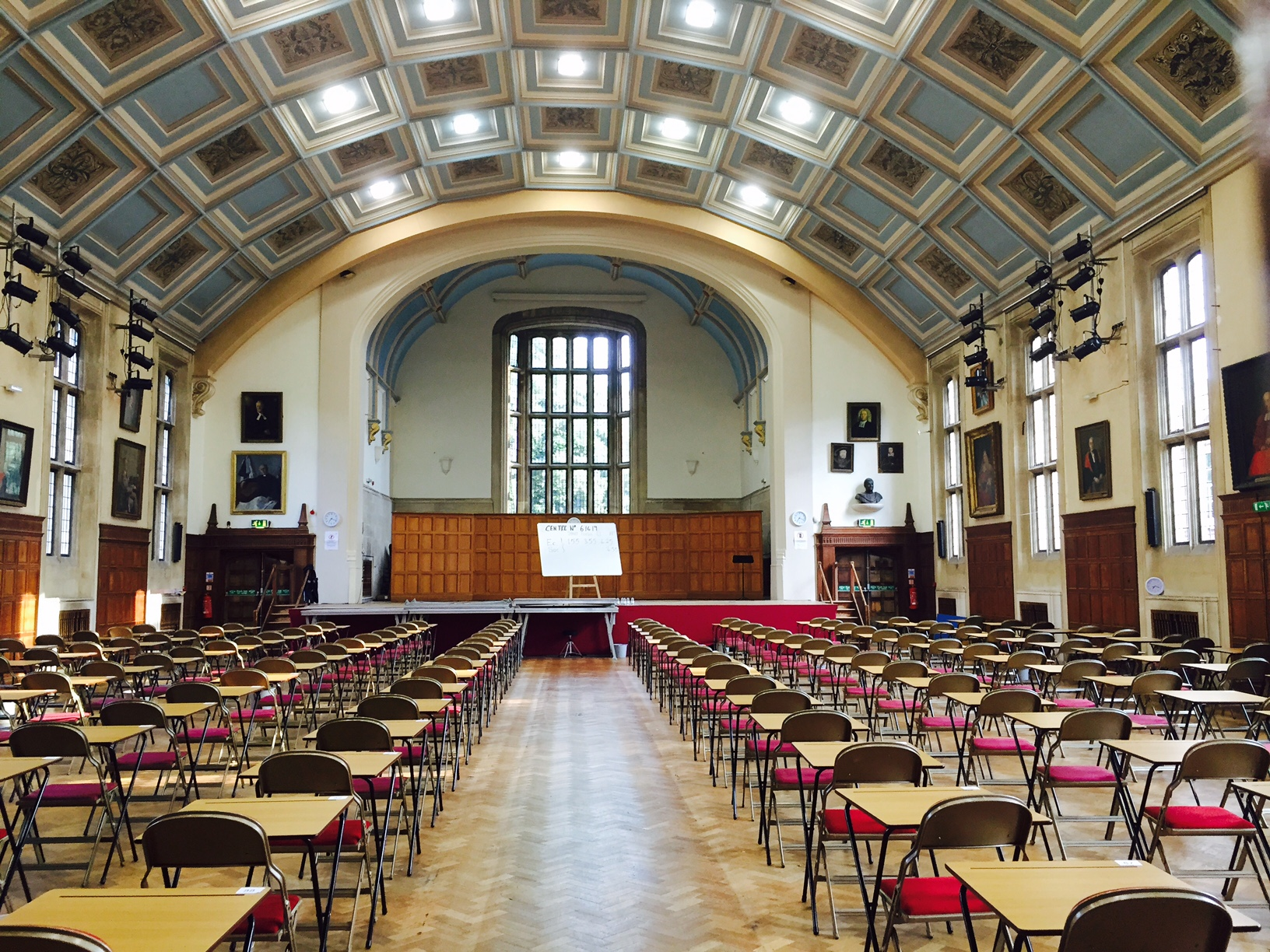
Die Shirley Hall wurde an der Stelle der Tennisplätze gebaut und 1957 von der Königinmutter eröffnet. Hier finden Versammlungen, Theaterstücke, Konzerte und öffentliche Prüfungen statt. Unter der Halle befindet sich das Schüler-Sozialzentrum.

- The Malthouse: Viktorianisches Mälzereigebäude, das heute als Theater, Tanzstudio, Speisesaal, Klassenzimmer und Proberäume genutzt wird
- Maurice Milner Memorial Hall: Fecht-, Schauspiel- und Prüfungshalle
- Mint Yard Classrooms: Mathematik, ICT
- The Grange Yard Classrooms:  drei neue Klassenzimmer, die 2017 vor der Shirley Hall gebaut wurden. Es handelt sich um provisorische Gebäude, die sich auf einer zuvor offenen Fläche befinden.
- The Old Synagogue: Musik, jüdische Gebete. Die „Alte Synagoge“ wurde 1847–1848 vom Architekten Hezekiah Marshall als Synagoge erbaut und wird von der Musikabteilung als Konzertsaal genutzt. Sie gilt als eines der schönsten Gebäude des Neuägyptischen Stils des 19. Jahrhunderts.[10]
- Palace Block: ein mittelalterliches Gebäude, in dem die Abteilung für moderne Sprachen untergebracht ist
- Physics Block: Physik, Geologie
- Pottery Room: Töpferei
- Priory Block: Klassische Philologie, Englisch, Politik, Wirtschaft
- The Pupils’ Social Centre: unter der Shirley Hall mit Schulkiosk, Café, Schreibwarenladen und Berufsberatung.
- The Recreation Centre: Sporthalle, Hockeyplätze, Schwimmbad etc. Es ist auf Basis einer Mitgliedschaft für die Allgemeinheit zugänglich.
- The School Library: enthält über 25.000 Bände und bietet Zugang zum Schul-Intranet
- Shirley Hall: Versammlungs- und Prüfungshalle; früher bekannt als Great Hall, umbenannt nach dem ehemaligen Schulleiter Fred Shirley
- St. Mary’s Hall: Schauspiel, Theaterwissenschaften
- The Westbere Lakes: Segeln und Rudern

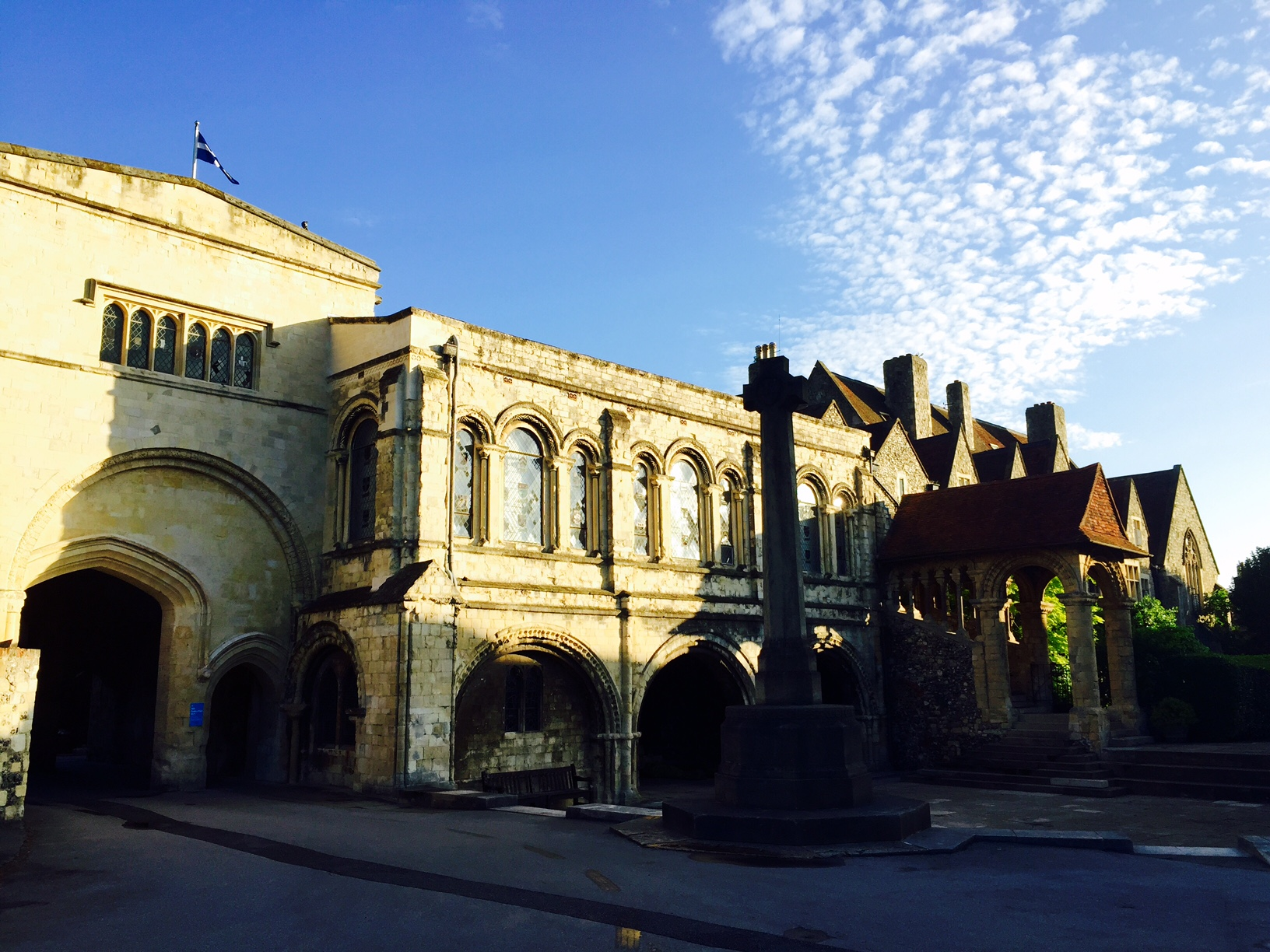
Blick auf das Schoolhouse und die normannische Treppe

Die normannische Treppe der Schule ist eine der am meisten gemalte, fotografierte und bestaunte Sehenswürdigkeit in Canterbury. Wie der Name schon sagt, stammt sie aus dem 12. Jahrhundert. Zu formellen Anlässen versammelte sich hier traditionell die Schule. Die Erzbischöfe von Canterbury sprachen bei Visitationen von der Treppe aus zu der Schule. Am 11. Juli 1946 überreichte König Georg VI. in Begleitung von Queen Elizabeth mit Prinzessin Elizabeth dem Dekan die königliche Charta der Schule.

## Traditionen

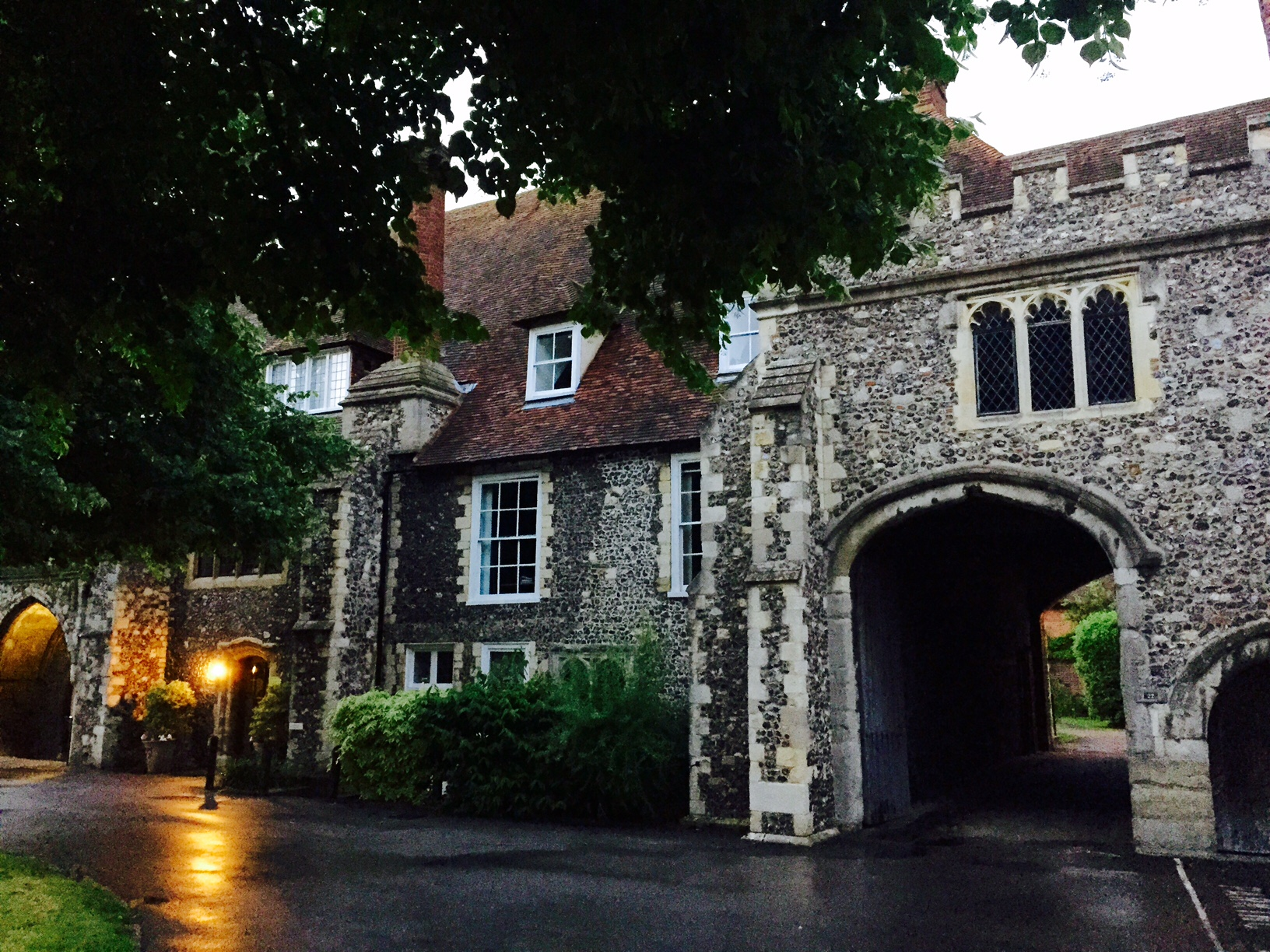
Die Wirtschaftsabteilung ist im Priory-Block untergebracht, der ursprünglich um 1100 als Teil der mittelalterlichen Klostergebäudes, insbesondere der Brauerei und der Backstube, errichtet wurde. Es wurde später von der King’s School im Jahr 1936 übernommen.

King’s hat viele Traditionen, darunter:
- Full Canterbury Dress: Bezeichnung für die Schuluniform, die aus einem weißen Hemd mit Flügelkragen, schwarzer Weste, Nadelstreifenhose, schwarzer Jacke, schwarzen Socken, schwarzer Krawatte und schwarzen Schuhen für die Burschen besteht. Mädchen tragen eine weiße Bluse, eine Brosche, einen Nadelstreifenrock, eine schwarze Jacke, eine schwarze Strumpfhose und schwarze Schuhe. Als Fred Shirley als Schulleiter (1935–1962) an die Schule kam, wurde die Schuluniform auf Sportjacken umgestellt. Aber innerhalb eines Jahres baten die Burschen darum, zu ihrer traditionellen Kleidung zurückzukehren. Nach dem Krieg, als die Schule nach Canterbury zurückkehrte, versuchte er es erneut, diesmal mit einer Abstimmung über die Angelegenheit. Aber trotz der Schwierigkeit, in einer Zeit der Kleiderrationierung veraltete Kleidung zu finden, entschieden sich die Burschen erneut für die Rückkehr zur Tradition. In der Mitte des 20. Jh. gab es ausgeklügelte Rituale, die sich auf Dinge wie Knöpfe und Winkel mit einem Bootsmann, bezogen. Die Mädchen-Version wurde von Schulleiter Anthony Phillips eingeführt.
- Court Dress: Am „Commem Day“, dem letzten Tag des Schuljahres, tragen die Absolventen den Court Dress, bestehend aus weißer Krawatte und schwarzem Frack, mit Reithosen und schwarzen Strümpfen. Die Purples tragen ihre violetten Roben und tragen braune Stöcke mit goldenen Griffen, während die Organ Scholars der Schule schwarze akademische Roben über ihren Court Dress und schwarze Stöcke mit silbernen Griffen tragen.
- School Song: Im späten 19. und frühen 20. Jahrhundert wurde oft Harrows „Forty Years On“ verwendet. Es wurde bei Konzerten und penny readings gesungen. Im Jahr 1914 komponierten zwei OKS – Henry Morice und Bertram Latter – ihr eigenes Stück mit dem Titel „The School of Theodore“. Dieses beschäftigte sich mit dem Alter der Schule. Theodore, Erzbischof von Canterbury (668–690), wurde weithin als Begründer der Vorläuferschule der King’s School angesehen. Das Lied war für kurze Zeit populär.
- Colours Jumpers: Schüler, die in einer beliebigen Sportart die vollen Schulfarben erhalten haben, sind berechtigt, einen weiß-blauen Cricket-Pullover anstelle des regulären schwarzen Schulpullovers zu tragen. Diejenigen, die die Farben der 1. Mannschaft erhalten, sind berechtigt, eine spezielle Krawatte zu tragen. Seit kurzem gibt es zusätzlich die Co-Curricular-Farben für diejenigen, die sich in Theater, Musik und Kunst auszeichnen. Die Empfänger sind berechtigt, einen Pullover mit kastanienbraunen Streifen zu tragen.
- Purples: Bis vor kurzem noch „Monitore“ genannt, sind dies die Schulpräfekten, die durch ihre markanten lila Kittel gekennzeichnet sind. Nur diejenigen, die im letzten Jahr an der Schule sind, dürfen ein Purple sein. Jedes Haus hat in der Regel einen Purple (den Head of House). Die Purple werden vom Schulleiter und einem Vize-Schulleiter angeführt. Ein Schulsprecher und zwei Vize-Schulsprecher können ebenfalls Purple werden.
- The Goat on the Green Court: Es ist eine Art Legende unter den Schülern, dass der Schulleiter angeblich eine Ziege auf dem großen Rasen in der Mitte der Schule halten darf. Diese besondere Tradition wird nicht mehr praktiziert. Der Schulleiter darf sich auch einen Bart wachsen lassen und seine Frau zum Unterricht mitnehmen.
- King’s Scholars: Eine auserwählte akademische Gruppe, die durch schwarze Pullover mit weißen Besätzen gekennzeichnet ist, die vor kurzem die charakteristischen schwarzen Talare ersetzt haben, und die während der Schulgottesdienste in der Kathedrale Überwürfe tragen. Um ein Scholar zu werden, muss ein Schüler vor dem Eintritt im Alter von 12 bis 14 Jahren die Scholarship-Prüfungen auf einem Niveau ablegen, das den GCSEs nahe kommt (es können auch Stipendiaten gewählt werden), oder, im Falle von Ehrenscholaren, außergewöhnliche GCSE-Ergebnisse (9 A*s sind normalerweise das Minimum) oder AS Level-Ergebnisse erzielen. King’s Scholars sind Teil der Canterbury Cathedral Foundation und haben eine Rolle bei der Inthronisierung des Erzbischofs von Canterbury. Die Stipendiaten werden zu Beginn eines jeden Schuljahres vom Dekan aufgenommen; die Stipendiaten knien vor dem Dekan nieder, der dann ihren Kopf berührt und „Admitto Te“ sagt, womit sie offiziell als King’s Scholar anerkannt werden. King’s Scholars in der Oberstufe dürfen eine schwarze Robe tragen.
- Uniform Gating: Eine Form der Bestrafung, die von den Schülern verlangt, den ganzen Tag den Canterbury Dress zu tragen, während sie in ihrer Freizeit in 15-minütigen Abständen ein Formular von jemandem in einer Autoritätsposition (normalerweise ein Lehrer oder ein Purple) unterschreiben lassen. Dies kann sie bis zu einer Woche lang daran hindern, die Schule überhaupt zu verlassen.
- Breakfast Gating: Eine Form der Bestrafung, bei der sich der Schüler um 7:30 Uhr zum Frühstück melden und einen speziellen Zettel, den sogenannten „Gating Slip“, unterschreiben lassen muss.
- Supper Leave/Pub Leave: Ein kürzlich eingeführtes Privileg für Oberstufenschüler, bei dem eine vorher genehmigte Gruppen in die Stadt zum Abendessen gehen oder einen Pub für eine Nacht besuchen dürfen.
- The House Shout: Zwei Schrei-Wettbewerbe. Einer fand zwischen The Grange und School House statt, die bis zum Bau von Mitchinson’s House einander gegenüberlagen. Er wurde am letzten Tag eines jeden Schuljahres abgehalten. Die Mitglieder des Grange versammelten sich vor dem Lattergate House (später in Algy’s umbenannt), von wo aus das School House zu sehen ist, und riefen von dort aus den House Shout. Das School House kam dann heraus und der Purple of Galpin’s bewertete den Sieger nach Witz, Klarheit, Lautstärke und Hausgeist. Diese Tradition wurde in den letzten Jahren nicht mehr ausgeführt, obwohl jedes Jahr nach dem hausinternen Gesangswettbewerb das Galpin’s House und das School House ein ähnliches, nicht bewertetes Schreiduell haben, bei dem mehr Wert auf die Lautstärke als auf alles andere gelegt wird und das oft den Ruf „Du singst nicht mehr“ beinhaltet. Der zweite House Shout findet zwischen Linacre und Meister Omers statt und ist eine jährliche Tradition, die nicht gewertet wird.
- Good Morning Assembly Calls: Eine Tradition, bei der, wenn zwei Personen in einer Beziehung miteinander betrachtet wurden, das Haus des jeweiligen Burschen am Ende der Versammlung beiden Partnern in der Beziehung mit ihrem Nachnamen „Guten Morgen“ zuriefen. Zum Beispiel „Guten Morgen Smith, guten Morgen Jones“. Es wurde von der Schulleitung unterbunden.
- Monitors’ Canes: Ein Privileg, das den Schulaufsehern (Purples) und Hausaufsehern gewährt wird. Purples dürfen schwarze Stöcke und House Monitors dürfen holzfarbene Stöcke benutzen. Der Head of the CCF darf auch einen pace stick tragen.
- Younger Purples: Eine Tradition, bei der ein bestimmtes Mitglied jedes Hauses (traditionell wird die kleinste Person gewählt) an Tagen, an denen es um einen uniformfreien Wohltätigkeitstag handelt, die lila Robe erhält. Dies erlaubt der bestimmten Person, die Rechte eines Purples auszuüben.
- Green Court Privilege: Nur die in 6a (das letzte Jahr) dürfen über den Green Court laufen; alle anderen müssen darum herumlaufen.
- Mint Yard Privilege: Nur die Schüler von Galpin’s und School House dürfen während des Sommersemesters den Rasen des Mint Yard betreten.
- Walpole Carnations: Die Valentinstagsfeier, organisiert von den Mädchen des Walpole House. Die Schülerinnen schicken eine Nelke mit einer anonymen Nachricht an einen Freund oder Liebhaber.

## King’s Week
Ein Kunstfestival, das in der letzten Woche des Sommersemesters stattfindet und 1952 von Fred Shirley eingeführt wurde. Die Woche umfasst über 100 Veranstaltungen, von klassischen Konzerten bis hin zu Theateraufführungen, die an verschiedenen Orten in Canterbury stattfinden. Der Besuch der Veranstaltungen ist kostenlos, erfordert keine Reservierung und einige werden live übertragen.
Die Woche gipfelt in einem Gedenktag (bekannt als „Commem“) am letzten Tag des Schuljahres, an dem die Schulabgänger der 6a eine Hofkleidung mit weißer Krawatte und Frack, mit Reithosen und schwarzen Strümpfen, oder ihre Nationaltracht tragen und die ganze Schule an einem Gottesdienst zum Gedenken an die Wohltäter der Schule teilnehmen.

## Untersuchung des Office of Fair Trading
Im Jahr 2005 stellte das Office of Fair Trading (OFT) vorläufig fest, dass die Schule detaillierte Informationen über voraussichtliche Gebührenerhöhungen mit etwa 50 anderen prominenten britischen unabhängigen Schulen, darunter Eton und Sevenoaks, austauschte. Das OFT stellte fest, dass „der regelmäßige und systematische Austausch vertraulicher Informationen über beabsichtigte Gebührenerhöhungen wettbewerbswidrig war und dazu führte, dass den Eltern höhere Gebühren in Rechnung gestellt wurden, als es sonst der Fall gewesen wäre.“

## Berühmte Schulleiter
- 1525–1560: John Twyne[15]
- 1935–1962: Fred Shirley[16]
- 1975–1986: Peter Pilkington, später Lord Pilkington of Oxenford[17]

## The Junior King’s School, Canterbury
Die King’s School besitzt eine ergänzende vorbereitende Schule, die Junior King’s School (JKS), früher Milner Court Preparatory School. Die Schule ist eine koedukative Internats- und Ganztagesschule und hat derzeit etwa 400 Schüler im Alter von 3 bis 13 Jahren. Es gibt zwar Internatsplätze, aber die Mehrheit sind Tagesschüler. Die JKS befindet sich jetzt im Milner Court in Sturry, nachdem sie ursprünglich in der Krypta der Kathedrale von Canterbury untergebracht war.
Der heutige Standort wurde von Lady Milner nach dem Tod von Alfred Milner, 1. Viscount Milner im Jahr 1925 gestiftet. Die Gebäude auf dem Gelände wurden 1929 von Rudyard Kipling in seiner Eigenschaft als enger Freund von Alfred Milner eingeweiht. Wilfrid Oldaker war von 1945 bis 1956 Schulleiter und war der letzte Schulleiter, der das Herrenhaus als Schulleiterwohnung bewohnte. Weitere Erweiterungen sind eine Sporthalle (1999), ein CDT-Block (Design & Technik) (1991) und eine neue Musikabteilung (2016).

## The King’s School Shenzhen International
The King’s School eröffnete 2019 ihre ersten Auslandsfiliale im Nanshan Distrikt von Shenzhen, China. Die Schule soll die Bildungstradition von The King’s School mit einem modernen Zweck verbinden und wurde von den preisgekrönten Londoner Architekten Walters & Cohen entworfen. Der neue Campus wurde in zwei Phasen in Betrieb genommen. Der Pre-Prep (Kindergarten) für Kinder im Alter von 3 bis 6 Jahren wurde im Herbst 2019 eröffnet, die Main School für Kinder im Alter von 6 bis 18 Jahren wurde im darauffolgenden Jahr in Betrieb genommen.